# 新查格雷斯
新查格雷斯（西班牙语：Nuevo Chagres，西班牙語發音：[ˈnweβo ˈtʃaɣɾes]）是巴拿馬的城鎮，位於該國中部，由科隆省的查格雷斯區負責管轄，面積5.9平方公里，海拔高度19米，2010年人口499，人口密度每平方公里84.6人。